# Aruanã (Goiás)
Aruanã is een gemeente in de Braziliaanse deelstaat Goiás gelegen aan de bovenloop van de Araguaia. De gemeente telt 7.056 inwoners (schatting 2009).